# Émile Villemeur Telle
Émile Villemeur Telle (* 1. März 1907; † 7. Juni 2000) war ein US-amerikanischer Romanist.

## Leben und Werk
Telle promovierte 1937 an der Universität Toulouse mit der Arbeit (Thèse d’Université) L'Oeuvre de Marguerite d'Angoulême, reine de Navarre, et la querelle des femmes (Toulouse 1937, Genf 1969, 2013) und habilitierte sich 1952 in Paris mit den beiden Thèses Erasme de Rotterdam et le septième sacrement. Etude d'évangélisme matrimonial au XVIe siècle et contribution à la biographie intellectuelle d'Erasme (Paris 1954) und (Hrsg.) Erasmus, Dilutio eorum quae Jodocus Clithoveus scripsit adversus declamationem suasoriam matrimonii 1532 (Paris 1955, 1968).
Als Veteran des Zweiten Weltkriegs liegt Telle auf dem Quantico National Cemetery in Triangle im Prince William County, Virginia begraben.

## Weitere Werke (Herausgeber)
- Étienne Dolet, L'Erasmianus sive Ciceronianus, Genf 1974 (Original Lyon 1535).
- Erasmus, Declamation des louenges de mariage, übersetzt von Louis de Berquin, Genf 1976 (Original 1525).
- Erasmus, La complainte de la paix, übersetzt von Louis de Berquin, Genf 1978 (Original 1525).
- Erasmus, Brefve admonition de la manière de prier. Le symbole des apostres de Jesuchrist, übersetzt von Louis de Berquin, Genf 1979 (Original 1525).
- François Hotman, La vie de Messire Gaspar de Colligny, admiral de France, Genf 1987 (Original 1577).